# Philip Loeb
Philip Loeb (28 de marzo de 1891 – 1 de septiembre de 1955), fue un actor teatral, cinematográfico y televisivo estadounidense, el cual, bajo el Macartismo, fue incluido en la lista negra de Hollywood, y que acabó finalmente suicidándose.

## Biografía
Nacido en Filadelfia, Pensilvania, Loeb actuó por primera vez en una obra representada en la high school, la pieza de Lady Gregory The Workhouse Ward. 
Sirvió en el Ejército, tras lo cual trabajó como director teatral de The Green Goddess. Su carrera ganó prestigio en los inicios de la década de 1920, cuando se asoció a la recién formada sociedad Theatre Guild de Nueva York, trabajando en numerosas producciones a lo largo de la década. Sin embargo, en los años treinta su actividad teatral fue menor, trabajando entonces con la Actors Equity Association (probablemente su actividad con Equity fue el motivo por el que fue acusado de ser un simpatizante Comunista.)
En 1948 Loeb interpretó en Broadway a Jake Goldberg en la obra de Gertrude Berg Me and Molly, basada en el show radiofónico de Berg The Goldbergs. Tras la representación teatral, retomó el papel en la adaptación televisiva para la CBS.

## Lista Negra
Sin embargo, en junio de 1950 el libro Red Channels: The Report of Communist Influence in Radio and Television citó a Loeb como comunista. Loeb negó ser comunista, pero los patrocinadores de The Goldbergs, General Foods Corporation, insistieron en que abandonara el reparto del programa para evitar "controversias". Berg, creadora del show y propietaria de las producciones radiofónica y televisiva, se negó a despedir a Loeb, pero el actor acabó renunciando y aceptando una indemnización estimada en 40.000 dólares.
El último trabajo de Loeb como actor tuvo lugar en 1952, en una producción representada en Broadway de la obra Time Out For Ginger, la cual posteriormente interpretó en 1954 en Chicago.

## Fallecimiento
En sus memorias, Inside Out, el guionista Walter Bernstein, también incluido en la lista negra y miembro de un círculo de amigos entre los cuales figuraba Zero Mostel, describe a Loeb como desconsolado y deprimido al formar parte de dicha lista. Además, Loeb se vio agobiado por problemas de índole económica.
El 1 de septiembre de 1955 Loeb se suicidó tomando una sobredosis de pastillas para dormir en el Hotel Taft de Nueva York. No dejó nota alguna. Una mujer escribió al New York Times' para decir que Loeb había "muerto de una enfermedad llamada comúnmente la lista negra." Loeb fue enterrado en el Cementerio Mount Sinai de su natal Filadelfia.